# Ludmila Brožová-Polednová
Ludmila Brožová-Polednová (ur. jako Ludmila Biedermannová, ur. 20 grudnia 1921 w Pradze, zm. 15 stycznia 2015) – czeska prawniczka, prokurator w procesach politycznych w Czechosłowacji, oskarżyciel w procesie Milady Horákovej. 

## Życiorys
Od lipca 1940 roku pracowała jako sekretarka w praskiej kancelarii prawnej. Od października 1946 była maszynistką w sekretariacie Komitetu Centralnego Komunistycznej Partii Czechosłowacji.
W 1948 roku była studentką jednorocznej szkoły Právnická škola pracujících. W 1950 roku zmieniła nazwisko na Brožová, w kwietniu tego samego roku została mianowana prokuratorem w Prokuraturze Generalnej. W maju i czerwcu 1950 roku była oskarżycielem podczas procesu Milady Horákovej. Od stycznia 1952 roku pracowała jako prokurator w Rokycanach, w grudniu tego samego roku uzyskała stopień doktora praw na Uniwersytecie Karola. W styczniu 1953 roku została prokuratorem w Pilznie, jej specjalizacją było zwalczanie „działalności kontrrewolucyjnej”, w 1964 roku na własną prośbę została przeniesiona do pionu zwalczającego przestępczość wśród nieletnich. Brała udział w śledztwie w sprawie tzw. cudu čihostskiego.
Podczas Praskiej Wiosny jej działalność podczas stalinowskich procesów politycznych stała się obiektem śledztwa. W lipcu 1979 roku przeszła na emeryturę.
W lipcu 2007 roku została oskarżona o współudział w mordzie sądowym na Miladzie Horakovej, za co w listopadzie tego samego roku została skazana przez praski sąd na 8 lat więzienia. 4 lutego 2008 roku sąd kolejnej instancji oddalił zarzuty, prokurator generalny Renata Vesecká złożyła jednak apelację do Sądu Najwyższego, który uznał, że sąd powinien ponownie rozpatrzyć sprawę. 9 września 2008 roku sąd w Pilznie skazał Brožovą na 6 lat więzienia za współudział w mordzie sądowym.
19 marca 2009 roku stawiła się do odbycia kary i została osadzona w więzieniu w Pilznie, następnie została przeniesiona do więzienia w Světli nad Sázavou. W marcu 2010 roku sąd skrócił karę więzienia o połowę. Podczas odbywania kary była najstarszą kobietą przebywającą w więzieniu w Czechach. W grudniu 2009 roku przez pewien czas była hospitalizowana w szpitalu więziennym w więzieniu Pankrác. W 2010 roku została ułaskawiona przez prezydenta Václava Klausa. W 2011 roku złożyła skargę do Europejskiego Trybunału Praw Człowieka w sprawie jej uwięzienia, skarga została odrzucona. W 2012 roku wszczęto śledztwo w sprawie jej udziału w sprawie cudu čihostskiego.
Była jedynym oskarżycielem biorącym udział w czechosłowackich procesach pokazowych, który został pociągnięty do odpowiedzialności prawnej. Zmarła 15 stycznia 2015 roku.

## W kulturze
W filmie O polednách Jakuba Čermáka w jej rolę wcieliła się Zuzana Bydžovská.